# Gears of War: Judgment
Gears of War: Judgment – gra komputerowa wyprodukowana przez studio Epic Games Poland, będące częścią koncernu Epic Games. Gra została wydana 19 marca 2013 roku wyłącznie na konsolę Xbox 360.

## Odbiór gry
Gra została pozytywnie oceniona przez krytyków, osiągając według agregatora GameRankings średnią ocen wynoszącą 77,38% oraz 79/100 punktów według serwisu Metacritic.